# Provincia de La Mar
La provincia de La Mar es una de las once que conforman el departamento de Ayacucho en el sur del Perú. Limita por el norte y por el este con el departamento del Cusco, por el sur con el departamento de Apurímac y por el oeste con la provincia de Huamanga y la provincia de Huanta.

## Toponimia
Su nombre honra al mariscal José de La Mar, participante de la batalla de Ayacucho y dos veces presidente de la república.

## Historia
Fue creada en el mandato presidencial del mariscal Ramón Castilla. A solicitud del pueblo del valle de Torobamaba, el Congreso de la República, dándose cumplimiento del Decreto Ley n.º 6551, el 18 de marzo de 1861, aprobó la ley de creación de la provincia de La Mar en el departamento de Ayacucho. La ley fue promulgada por el presidente Castilla el 30 de marzo de 1861.

## División administrativa
La provincia tiene una extensión de 4392,15 km² y se encuentra dividida en 15 distritos.
Distrito más poblado Santa Rosa 12377 habitantes aprox. Censo 2017 
| Distritos de La Mar | Distritos de La Mar | Distritos de La Mar      |
| Distrito            | Ley                 | Fecha                    |
| ------------------- | ------------------- | ------------------------ |
| San Miguel          |                     | Época indep.             |
| Anco                |                     | Época indep.             |
| Ayna                | 10175               | 17 de enero de 1945      |
| Chilcas             | s/n                 | 17 de octubre de 1893    |
| Chungui             |                     | Época indep.             |
| Luis Carranza       | 14746               | 11 de diciembre de 1963  |
| Santa Rosa          | 25845               | 6 de noviembre de 1992   |
| Tambo               |                     | Época indep.             |
| Samugari            | 29558               | 15 de julio de 2010      |
| Anchihuay           | 30086               | 28 de septiembre de 2013 |
| Oronccoy            | 30457               | 14 de junio de 2016      |
| Unión Progreso      | 31130               | 5 de marzo de 2021       |
| Río Magdalena       | 31135               | 8 de marzo de 2021       |
| Ninabamba           | 31137               | 15 de marzo de 2021      |
| Patibamba           | 31138               | 16 de marzo de 2021      |

## Población
La provincia tiene una población aproximada de 85 000 habitantes.

## Capital
La capital de la provincia es la ciudad de San Miguel.

## Autoridades

### Regionales
- Consejeros regionales
  - 2019-2022[3]

  1. Roger Palomino Vilcatoma (Qatun Tarpuy)
  2. Heiser Alejandro Anaya Oriundo (Musuq Ñan)

### Municipales
- 2019-2022[3]
  - Alcalde: Wilder Manyavilca Silva, de Qatun Tarpuy.
  - Regidores:

  1. Teodosio Zamora Figueroa (Qatun Tarpuy)
  2. Romnel Campos Bedoya (Qatun Tarpuy)
  3. Efraín Martínez Atao (Qatun Tarpuy)
  4. Iban Calucero Navarro Torres (Qatun Tarpuy)
  5. Yulay Paredes Arce (Qatun Tarpuy)
  6. Ángel Quispe Ccorahua (Qatun Tarpuy)
  7. Miguel Ángel Vila Romero (Musuq Ñan)
  8. Jorge Rolando Quispe Alvarado (Musuq Ñan)
  9. Octavio Aivar del Pino (Movimiento Regional Gana Ayacucho)

## Festividades
- Septiembre: San Miguel Arcángel

## Anotaciones
1. ↑  Wilder Manyavilca Silva y su esposa Dunia Bustíos fueron asesinados el 12 de noviembre de 2021. Dicen que la orden para matar al alcalde salió del penal de Ayacucho. Óscar Chumpitaz: Asesinan en el Vraem al alcalde de La Mar y a su esposa. La República, 13 de noviembre de 2021. Óscar Chumpitaz: Orden para matar a alcalde salió del penal de Ayacucho. Nuevos indicios apuntan a una venganza, según deslizaron fuentes de la Diviac. No descartan que Wilder Manyavilca se haya negado a entregar obras. La República, 21 de noviembre de 2021.